# 趁火打劫
趁火打劫是兵法三十六計的第五計。
原文為：「敌之害大，就势取利，刚夬柔也。」此计用在军事上指的是：当敌方遇到困境，面临麻烦时，我方就要乘此机会进兵出击，从而制服对手。也是偷襲的一種，“趁火打劫”也可以用作成语，常常用来形容趁人之危，大捞便宜。

## 按語
敌害在内，则劫其地；敌害在外，则劫其民；内外交害，败劫其国。如：越王乘吴国内蟹稻不遗种而谋攻之，后卒乘吴北会诸侯于黄池之际，国内空虚，因而抟之，大获全胜。